# Hypseleotris barrawayi
Hypseleotris barrawayi is een straalvinnige vissensoort uit de familie van de slaapgrondels (Eleotridae). De wetenschappelijke naam van de soort is voor het eerst geldig gepubliceerd in 2007 door Larson.